# 669 TCN
669 TCN là một năm trong lịch La Mã.